# Zygiobia ruebsaameni
Zygiobia ruebsaameni är en tvåvingeart som beskrevs av Stelter 1992. Zygiobia ruebsaameni ingår i släktet Zygiobia och familjen gallmyggor.
Artens utbredningsområde är Tyskland. Inga underarter finns listade i Catalogue of Life.